# Tripti Dimri
Tripti Dimri (hindi: तृप्ति डिमरी)  (divisió de Garhwal, 23 de febrer de 1994) és una actriu índia que treballa principalment en cine de Bollywood. Va fer el seu debut com a actriu a la pel·lícula de comèdia Poster Boys (2017) i va tenir el seu primer paper principal en el drama romàntic Laila Majnu (2018). Dimri va obtenir el reconeixement de la crítica pels seus papers protagonistes a les pel·lícules d'època d'Anvita Dutt, Bulbbul (2020) i Qala (2022).

## Carrera
Dimri va fer el seu debut com a actriu a la comèdia Poster Boys el 2017, protagonitzada per Sunny Deol, Bobby Deol i Talpade en els papers principals. Una nova versió de la pel·lícula Poshter Boyz, apareixia com l'enamorada de Talpade. Més tard, Dimri va aparèixer en un paper principal al drama romàntic d'Imtiaz Ali del 2018, Laila Majnu, al costat d' Avinash Tiwary.
Dimri va aconseguir un gran èxit com a protagonista del thriller sobrenatural Bulbbul (2020) d'Anvita Dutt també protagonitzat per Rahul Bose, Paoli Dam, Avinash Tiwary i Parambrata Chatterjee. La pel·lícula va ser produïda per Anushka Sharma. Va ser molt ben rebuda per la crítica amb molt bons comentaris per la seva aportació al feminisme i l'actuació dels protagonistes, especialment Dimri. Namrata Joshi del diari The Hindu va escriure: "Des de la vulnerabilitat i la innocència fins a la transformació irònica, Dimri és sorprenent, parla molt amb la mirada. L'espectador no pot fer gaire més que quedar-se captivat." Se li va atorgar el premi Filmfare OTT a la millor actriu en una pel·lícula original web.
Dimri va tornar amb l'equip de Bulbbul per a la seva actuació a Qala. La pel·lícula va rebre crítiques positives per les actuacions, la direcció, el guió, la fotografia, el disseny de producció i l'estil visual. L'actuació de Dimri va ser molt elogiada i molts crítics van considerar l'actuació com una de les millors del 2022. Ha començat a rodar per a la pel·lícula encara sense títol del director Anand Tiwari protagonitzada per Vicky Kaushal el març de 2022. També protagonitzarà Animal de Sandeep Reddy Vanga al costat de Ranbir Kapoor.

## Als mitjans de comunicació
Dimri va ser presentada per Forbes Àsia a la llista 30 Under 30 del 2021. Va ocupar el vuitè lloc a la llista de les millors actrius de Bollywood del 2020 de Rediff.com Va ocupar el lloc 20 a la llista de les 50 dones més valorades del 2020 de The Times of India.

## Filmografia

### Pel·lícules
| Curs | Títol                         | Rol               | Notes      | Ref.   |
| ---- | ----------------------------- | ----------------- | ---------- | ------ |
| 2017 | Cartell Nois                  | Riya              |            | [ 14 ] |
| 2018 | Laila Majnu                   | Laila             |            | [ 15 ] |
| 2020 | Bulbbul                       | Bulbbul           |            | [ 16 ] |
| 2022 | Qala                          | Qala Manjushree   |            | [ 17 ] |
| 2023 | Comèdia romàntica sense títol | --                | Realitzada | [ 18 ] |
| 2023 | Animal                        | Shivani Choudhary | Rodatge    | [ 19 ] |

## Premis
| Curs | Premi               | Categoria           | Treballar | Resultat   |
| ---- | ------------------- | ------------------- | --------- | ---------- |
| 2020 | Premis Filmfare OTT | Millor actriu - Web | Bulbbul   | Guanyadora |